# 罗哈妮阿都卡琳
罗哈妮·阿都卡琳（1955年1月3日—），马来西亚政治人物，为土保党党员。曾担任妇女部部长、国内贸易部第二副部长 以及农业部副部长。曾经于2004年至2022年担任砂拉越州峇丹鲁巴国会议员。

## 个人荣誉
- 砂拉越：
  -  犀鸟之星辉煌领袖勋章（PGBK）—拿督（2002年）[4]
  -  砂拉越之星国家领袖勋章（PNBS）—拿督斯里（2017年）[4]
- 彭亨
  -  苏丹阿末沙效忠斯里勋章（SSAP）—拿督斯里（2013年）[4]